# Minte-mă frumos
Minte-mă frumos este un film de comedie românesc din 2012, produs de studiourile MediaPro Pictures și regizat de Iura Luncașu. Rolurile principale sunt interpretate de Diana Dumitrescu și Andi Vasluianu.

## Distribuție
- Diana Dumitrescu — Dana, cofetară la atelierul La Pâtisserie et Chocolaterie Française
- Andi Vasluianu — Dani, inginer instalator de rețele la compania Ctrlnet și, în timpul liber, gigolo
- Antoaneta Zaharia — Oana Grozavu, cofetară la atelierul La Pâtisserie et Chocolaterie Française, colega de cameră grăsuță a Danei
- Marius Damian — Toni Montanu, inginer instalator de rețele la compania Ctrlnet și, în timpul liber, hacker, fostul coleg de clasă al lui Dani
- Loredana Groza — Yvonne, profesoara franceză de la L'Académie du chocolat
- Nelly Năstase — Marta, clienta companiei Ctrlnet care întreține relații sexuale cu Dani
- Gabriela Popescu — mama lui Toni
- Dragoș Huluba — Brinchi, taximetrist, prietenul lui Dani
- Oana Ștefănescu — Virginica, clienta de la atelierul La Pâtisserie et Chocolaterie Française
- Cătălin Cățoiu — chelnerul de la French Bakery din Centrul Vechi
- Gheorghe Ifrim — „broker 1”, un șmecher care vrea să investească niște bani (menționat Gigi Ifrim)
- Iulian Postelnicu — „broker 2”, un alt șmecher care vrea să investească niște bani
- Cristina Casian — Geta, colegă de curs a Danei și Oanei la L'Académie du chocolat
- Gloria Găitan — Flori, colegă de curs a Danei și Oanei la L'Académie du chocolat
- Ilinca Hărnuț — Sanda, colegă de curs a Danei și Oanei la L'Académie du chocolat
- Mara Căruțașu — Alice, colegă de curs a Danei și Oanei la L'Académie du chocolat
- Dana Oloș — vânzătoarea de la magazinul de cosmetice Estée Lauder
- Aurelian Boboc — paznicul complexului rezidențial de pe Bulevardul Primăverii
- Alexandru Cercel — copilul parcagiu de la French Bakery din Centrul Vechi
- Claudiu Gheorghe — polițist 1
- Costel Dicu — polițist 2